# Scars Remain
Scars Remain — шостий студійний альбом американської групи Disciple, який був випущений 7 листопада 2006 року.

## Композиції
1. Regime Change - 3:54
2. Love Hate (On and On) - 3:33
3. My Hell - 3:35
4. Scars Remain - 4:31
5. Game On - 3:26
6. Someone - 3:20
7. After the World - 3:36
8. Dive - 3:13
9. Fight for Love - 2:40
10. Purpose to Melody - 3:38
11. No End at All - 3:28